# P-fenilendiamină
p-fenilendiamina (denumită și 1,4-diaminobenzen) este un compus organic cu formula chimică C6H4(NH2)2. Este un izomer de fenilendiamină, fiind utilizată pentru sinteza mai multor polimeri.

## Obținere
Obținerea p-fenilendiaminei se face tratând 4-nitroclorobenzenul cu amoniac și hidrogenarea 4-nitroanilinei rezultate din prima reacție:
{\displaystyle {\ce {ClC6H4NO2 + 2 NH3 -> H2NC6H4NO2 + NH4Cl}}}
{\displaystyle {\ce {H2NC6H4NO2 + 3 H2 -> H2NC6H4NH2 + 2 H2O}}}